# Scott Sizemore
Scott Daniel Sizemore, ameriški bejzbolist, * 4. januar 1985, Virginia Beach, Virginija, ZDA.

## Ljubiteljska kariera
Srednjo šolo je obiskal v  mestu Chesapeake v rodni zvezni državi, nato pa je šel na univerzo Virginia Commonwealth University v mestu Richmond, prestolnici Virginije.

## Poklicna kariera

### Detroit Tigers

#### Nižje podružnice
Sizemore je bil izbran v 5. krogu nabora lige MLB leta 2006 s strani ekipe Detroit Tigers.
V letu 2009 je bil ocenjen kot 7. najbolj obetaven v klubu.
22. oktobra 2009 je med trkom med igranjem v ligi Arizona Fall League zlomil svojo levo nogo. Pet dni kasneje je na svojem zlomljenem gležnju imel operativni poseg, pri katerem so mu v poškodovani sklep vstavili vijake. Na igrišče se je vrnil pravočasno za spomladansko uigravanje naslednjega leta.
Medtem ko v ligi MLB ne igra na položaju bližnjega zaustavljalca, pa je na njegovi kartici iz zbirke  Bowman Heritage Signs of Greatness iz leta 2007 upodobljen kot igralec položaja, na katerem je prebil nekaj časa med svojim obdobjem v nižjih podružnicah. 

#### 2010
9. aprila 2010 je odbil svoj prvi udarec v polje v zmagi proti ekipi Cleveland Indians z izidom 5:2.
Dva dni kasneje mu je podoben podvig uspel še pri udarcih v polje za dodatne baze. Z udarcem v polje za dve bazi je domov pripeljal še tek.
Svoj prvi domači tek mu je 30. aprila 2010 dovolil Joel Pineiro, takrat član ekipe Los Angeles Dodgers. Ker je v prej v menjavi svoj prvi domači tek kariere odbil še Brennan Boesch, sta s tem postala prvi par članov ekipe Tigers, ki jima je to uspelo, po letu 1901. 
Detroit ga je nato 16. maja ponovno poslal na stopnjo Triple-A v Toledo. Njegovo odbijalsko povprečje je padlo na 0,206 in ker že v 14-ih odbijalskih nastopih ni odbil udarca v polje, je ekipa vpoklicala   Dannya Wortha iz Toleda in veterana Carlosa Guillena premaknila na drugo bazo.
21. julija pa je Sizemore ponovno dobil priložnost, saj se je poškodoval Brandon Inge.

#### 2011
3. maja 2011 je bil ponovno vpoklican na seznam 25-ih mož ekipe, kjer je zamenjal Willa Rhymesa. V svoji prvi tekmi po povratku je proti ekipi New York Yankees v 4 odbijalskih nastopih zbral 3 udarce v polje, enega od slednjih za dve bazi, ter domov poslal tek. Z zmago z izidom 4:2 je njegova ekipa tudi prekinila niz sedmih porazov. 

### Oakland Athletics
27. maja je bil v zameno za Davida Purceya poslan k ekipi Oakland Athletics.
6. junija 2011 je bil vpoklican v ligo MLB. Na svoji prvi tekmi na položaju druge baze je prvič zaigral na tretji bazi za svojo ekipo, ki je predhodno zaradi tega poslala Kevina Kouzmanoffa na stopnjo Triple-A. Sezono 2011 je z ekipo zaključil s 93 odigranimi tekmami, odbijalskim povprečjem 0,249, 11 domačimi teki in 52 teki, posalnimi domov. 

### 2012
7. februarja 2012 je ekipa oznanila, da si je Sizemore pretrgal vezi v svojem levem kolenu in bo prisiljen izpustiti celotne sezono 2012.